# Rethondes
Rethondes è un comune francese di 741 abitanti situato nel dipartimento dell'Oise della regione dell'Alta Francia. In questa località, c'era il vagone che ha visto la firma di trattati e di armistizi fra Francia e Germania.

## Società

### Evoluzione demografica
Abitanti censiti